# جوزيف أنتوني ميرفي
جوزيف أنتوني ميرفي (بالإنجليزية: Joseph Anthony Murphy)‏ هو كاهن كاثوليكي أيرلندي، ولد في 24 ديسمبر 1857 في دوندالك في جمهورية أيرلندا، وتوفي في 25 نوفمبر 1939 في هندوراس البريطانية.